# Davorin
Davorin ist ein männlicher Vorname slawischer Herkunft.

## Bekannte Namensträger
- Davorin Jenko (1835–1914), slowenisch-serbischer Komponist
- Davorin Kablar (* 1977), kroatischer Fußballspieler
- Davorin Karničar, besser bekannt als Davo Karničar (1962–2019), slowenischer Extremskifahrer
- Davorin Kempf (1947–2022), kroatischer Komponist
- Davorin Kračun (* 1950), slowenischer Ökonom
- Davorín Škvaridlo (* 1979), slowakischer Biathlet und Skilangläufer